# Ștefan Augustin Doinaș

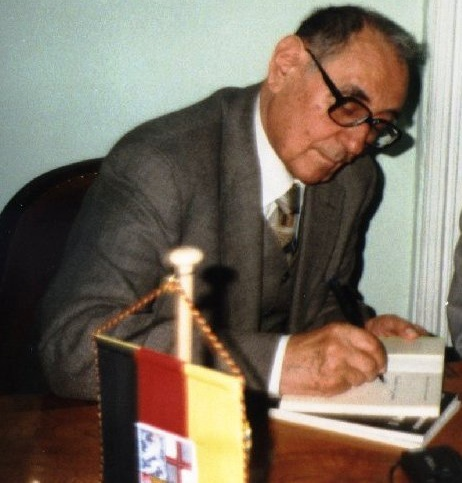
{Ștefan Augustin Doinaș

Ștefan Augustin Doinaș (geboren als Ștefan Popa;* 26. April 1922 in Caporal Alexa; † 25. Mai 2002 in Bukarest) war ein rumänischer Schriftsteller, Übersetzer, Journalist und Politiker.

## Leben
Doinaș begann nach dem Besuch des Gymnasiums in Arad ein Medizinstudium an der Universitatea „Regele Ferdinand I“ (heute: Babeș-Bolyai-Universität Cluj) in Sibiu. Er besuchte daneben auch Kurse in Literatur und Philosophie und wechselte 1944 an die Fakultät, wo er bei Lucian Blaga Kulturgeschichte, bei Liviu Rusu Ästhetik und bei Dumitru D. Roșca Philosophie studierte.
Nach dem Abschluss des Studiums kehrte er 1948 in seinen Heimatort zurück und arbeitete dort als Lehrer. 1955 ging er nach Bukarest und wurde 1956 Redakteur bei der Zeitschrift Teatru. 1957 kam er wegen „Nichtanzeigens“ zu einem Jahr Haft verurteilt, weil er es versäumt hatte, einen Kollegen aus der Redaktion zu denunzieren, der über den Ungarischen Volksaufstand berichtet hatte. Nach seiner Entlassung heiratete er im April 1958 Irinel Liciu, die Primaballerina der Bukarester Oper. Bis 1963 blieb er vom literarischen Leben Rumäniens ausgeschlossen, dann stellte ihn George Ivașcu beim Magazin Lumea ein. Ab 1969 arbeitete er in der Redaktion der Zeitschrift Secolul XX (später Secolul 21), deren Chefredakteur er in den letzten zehn Jahren seines Lebens war. Von 1992 bis 1996 war er auf der Liste der Partidul Alianța Civică der Stadt Bukarest Mitglied des Senates von Rumänien.
Doinaș veröffentlichte u. a. dreizehn Gedichtbände und fünf Bände mit Literaturkritiken und Essays. In etwa dreißig Bänden erschienen seine Übersetzungen von Gedichten und Prosatexten aus dem Deutschen, Englischen, Mazedonischen, Serbischen, Ungarischen, Slowenischen, Bulgarischen, Spanischen und Italienischen von Dante, Goethe, Hölderlin, Gerhart Hauptmann, Stéphane Mallarmé, Paul Valery, Gottfried Benn, Giovanni Papini, Jorge Guillén, Roberto Sanesi, Pierre Emmanuel, Michel Deguy, Friedrich Nietzsche und anderen. 1947 erhielt er den Eugen-Lovinescu-Preis, 1968 den Preis der Rumänischen Akademie. Das Goethe-Institut zeichnete ihn mit der Goethe-Medaille aus, und siebenmal erhielt er Preise des rumänischen Schriftstellerverbandes. 1992 wurde er Mitglied der Rumänischen Akademie. 2002 starb er nach einer Krebsoperation.

## Werke
- Omul cu compasul, Gedichte, 1966
- Semintia lui Laokoon, Gedichte, 1967
- Ipostaze, Gedichte, 1968
- Lampa lui Diogene, Essays und Kritiken, 1968
- Orfeu si tentatia realului, Essays und Kritiken, 1974
- Anotimpul discret, Gedichte, 1975
- Hesperia, Gedichte, 1980
- Lectura poeziei, Essays und Kritiken, 1980
- Povestea celor sapte frati, Kinderbuch, 1980
- Vanatoare cu soim, Gedichte, 1985
- Brutus si fii sai, Drama, 1990
- Mastile adevarului poetic, Essays und Kritiken, 1992
- Lamentatiile, Gedichte, 1994
- T de la Trezor, Roman, 2000